# Sonic the Hedgehog 2 (jeu vidéo, version 8 bits)
 (octobre 2019).
Si vous disposez d'ouvrages ou d'articles de référence ou si vous connaissez des sites web de qualité traitant du thème abordé ici, merci de compléter l'article en donnant les références utiles à sa vérifiabilité et en les liant à la section « Notes et références ».
Pour la version 16 bits, voir Sonic the Hedgehog 2 (jeu vidéo, version 16 bits).
Pour les articles homonymes, voir Sonic the Hedgehog 2.
Sonic the Hedgehog 2 est un jeu vidéo de plates-formes développé par Aspect et édité par Sega, sorti en 1992 sur Master System et Game Gear. Il reprend le concept de son prédécesseur Sonic the Hedgehog. Bien qu'il partage le même titre avec Sonic the Hedgehog 2 sorti sur Mega Drive et que leurs sorties coïncident, les jeux n'ont que peu en points communs et ne partagent aucun niveau.
C'est la première apparition de Tails, son ami renard à deux queues.
Le jeu est par la suite ressorti dans plusieurs jeux et compilations Sonic, comme Sonic Adventure DX sur GameCube et PC (Windows) ou Sonic Gems Collection sur GameCube et PlayStation 2, et sur la console virtuelle de Nintendo,. Le jeu est présent dans la compilation Sonic Origins Plus sortie en 2023 sur PlayStation 4, PlayStation 5, Xbox One, Xbox Series, Nintendo Switch et PC.

## Synopsis
Le docteur Robotnik a enlevé Tails, et enfermé les petits animaux. Sonic doit traverser 6 zones en récupérant les émeraudes correspondantes, libérer les animaux, puis accéder à la dernière zone et battre Robotnik.
Comme dans la plupart des jeux Sonic, il existe une bonne et mauvaise fin selon que le joueur ait collecté ou non toutes les émeraudes :
- Si le joueur récupère toutes les émeraudes du jeu, il obtient la fin heureuse. Après avoir battu Robotnik et libéré Tails, Sonic et lui courent ensemble vers de nouvelles aventures, Sonic et Tails s'arrêtent un instant et voient une image de eux deux pour signifier leurs retrouvailles [9] ;
- Si le joueur ne récupère pas toutes les émeraudes du jeu, il obtient la fin triste. Après avoir battu Robotnik, Sonic court seul, s'arrête un instant et voit l'image de son ami pour signifier que Tails est toujours prisonnier et que Sonic doit le sauver[10],[11].

## Système de jeu

### Niveaux
Les émeraudes se trouvent dans les deuxièmes niveaux de chaque zone, et le troisième ne comprend que le boss et aucun anneau, ce qui interdit toute erreur. Le joueur qui ne collecte pas toutes les émeraude ne finit pas le jeu : une séquence de fin apparaît après le combat contre Mecha Sonic, en fin d'acte 6.
- Underground Zone (zone souterraine) est une zone souterraine d'un volcan, avec des lacs de lave et des wagons de mineurs. Dans le niveau 3, Robotnik sauve Sonic au moment où il va plonger dans la lave, puis l'emmène devant le boss.
- Sky High Zone (zone des cieux) est une zone en 3 parties distinctes : la première représente le haut d'une montagne, avec une aile volante à la fin. La deuxième se déroule pendant un orage; la troisième se passe dans les nuages.
- Aqua Lake Zone (zone de l'Aqualac) est une zone humide. Les niveaux 1 et 3 sont en surface et colorés; le niveau 2 est plus sombre et se déroule dans les  profondeurs, ajoutant la difficulté de trouver régulièrement de l'air.
- Green Hills Zone (zone des collines vertes) est une zone classique rappelant celle de la version Mega Drive.
- Gimmick Mountain Zone (zone de la montagne à truc) se situe dans une usine de Robotnik.
- Scrambled Egg Zone (zone de l'œuf brouillé) est une zone rocheuse. On emprunte des tuyaux dont il faut comprendre le fonctionnement pour ne pas tomber dans les pièges. Le boss est le Sonic d'argent (Mecha-Sonic au Japon), une copie de Sonic faite par Robotnik.
- Crystal Egg Zone (zone de l'œuf en cristal) (accessible uniquement avec les six émeraudes du chaos) est une zone aux plates-formes transparentes. Le dernier niveau est la machine de Robotnik.

### Différences entre les versions Game Gear et Master System
- L'écran réduit de la Game Gear diminue la vision du jeu, ce qui en augmente la difficulté.
- Une autre conséquence de cela est que la machine qui apparaît après avoir battu un Boss (libérant les animaux et par ailleurs complètement différent de celui sur Mega Drive) sera plus rapidement accessible sur Game Gear (mais cela ne change rien à la difficulté).
- L'introduction est plus longue sur Game Gear.
- La musique du menu principal sur Game Gear correspond à la musique d'introduction sur Master System. De ce fait il n'y a aucune musique sur le menu principal sur Master System et la musique d'introduction sur Game Gear est la même que celle de Scrambled Egg. Pour les boss, la musique des deux jeux y est totalement différente. La musique des crédits de fin s'arrêtera beaucoup plus tôt sur Master System que sur Game Gear.
- L'affichage du temps, des anneaux, entre autres, disparaîtra sur Game Gear dès que vous affrontez un boss alors que sur Master System il disparaîtra après avoir battu le boss.
- Les boulets qu'il faut éviter chez le premier boss tombent de façon régulière sur Master System, mais avec une vitesse aléatoire sur Game Gear, rendant ce boss vraiment très dur à battre sur Game Gear alors qu'il se fait assez facilement sur Master System.
- Dans Aqua Lake, le timing avec lequel Sonic ricoche sur l'eau est légèrement différent d'une console à l'autre.
- Dans le niveau 2 d'Aqua Lake, l'eau est bleue sur Game Gear et verte sur Master System; toujours sur Master System ce niveau comprend le seul bonus Vitesse du jeu, qui n'apparaît pas dans la version portable.
- Toujours dans ce niveau, il existe quelques passages émergés sur Master System (on ne le voit pas directement mais on le déduit car Sonic se déplace comme s'il était hors de l'eau) et le niveau d'eau ne bouge pas. Sur Game Gear, le niveau entier est immergé et le niveau d'eau monte dès le départ.
- Le Boss d'Aqua Lake de la version Game Gear vous sautera dessus si vous ne bougez pas alors qu'il ne fera qu'attendre et gonfler son ballon sur Master System.

### Différences avec le jeu Mega Drive
- Les niveaux sont complètement différents.
- Le jeu sur Mega Drive ajoute 4 nouveaux principes au premier jeu : un mode 2 joueurs, la présence de Tails, le Spin Dash et la possibilité de devenir Super Sonic. Ces quatre possibilités n'existent pas dans la version 8 bits.
- Il est cependant possible de ricocher sur l'eau dans la version 8 bits, chose impossible dans la version Mega Drive jusqu'à Sonic 3.
- Dans le jeu sur GameGear et Master System, les émeraudes sont au nombre de 6 alors que sur Mega Drive, il y en a 7 au total.